# Řasnatka modromléčná
Řasnatka modromléčná (Peziza saniosa Schrad.), je vzácná vřeckovýtrusná houba z čeledi kustřebkovité (Pezizaceae).

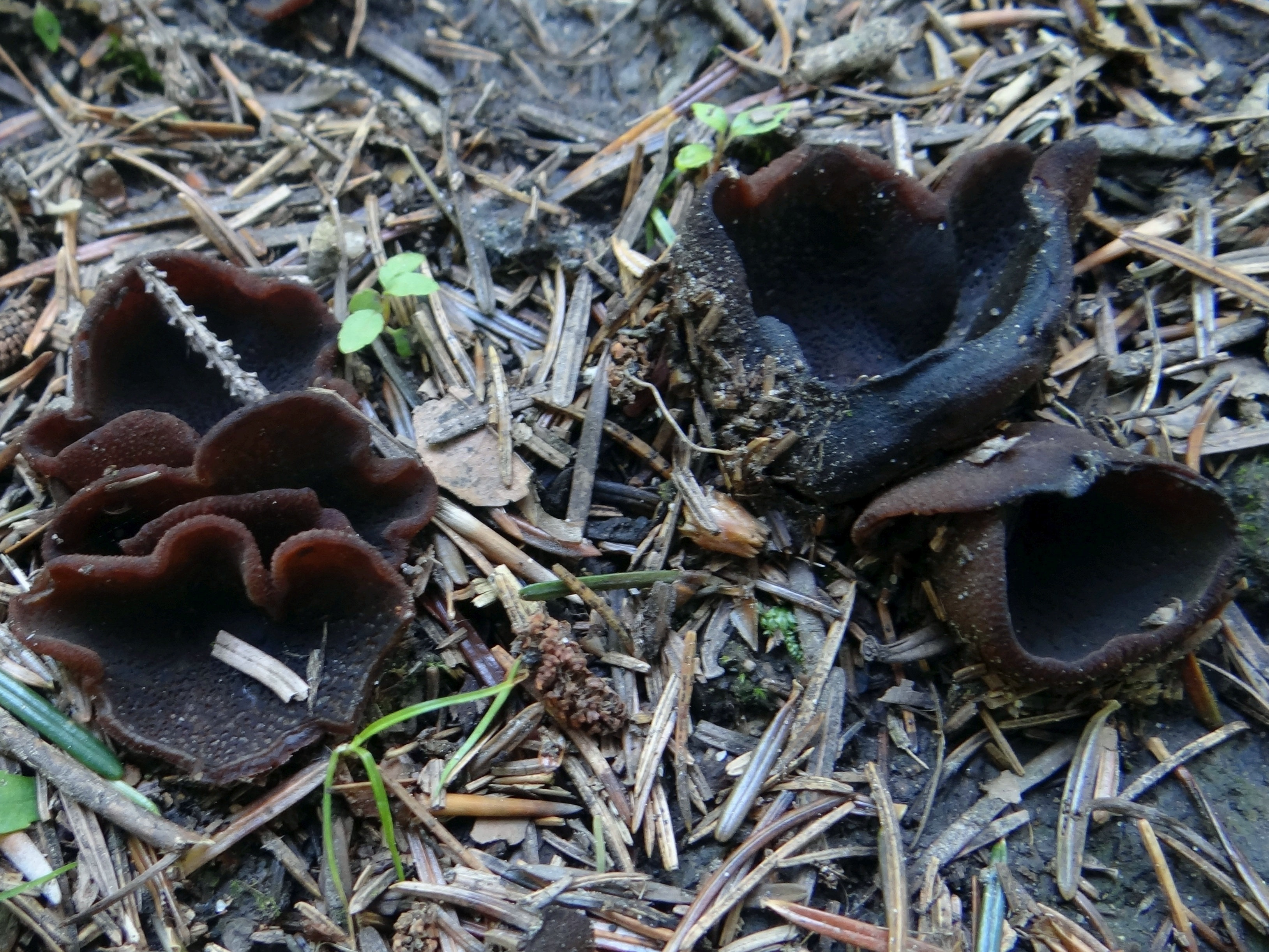
Řasnatka modromléčná (Peziza saniosa)

## Popis
Plodnice - apothecium jsou 10–25 mm velké, zprvu miskovité nebo číškovité, později až ploše rozložené. Někdy jsou nepravidelně zprohýbané, s absentující nebo nevýraznou zakrnělou stopkou, šedomodrým až hnědofialovým hladkým rouškem a šedohnědou až červenale hnědou, jemně vločkatou vnější částí. Dužina je 1–2 mm tlustá bez výraznější vůně i chuti. Vyznačuje se křehkou konzistencí a na poraněných místech roní bělavě modrou tekutinu, jež se rychle zbarvuje do modra. Podobná řasnatka modrofialová (Peziza irina) neroní žádné mléko. Záměna je možná za řasnatku tmavohnědou (Peziza badiofusca) která je celkově tmavší, její rouško je méně namodralé a dužina není tak bohatá na mléko.

## Výskyt
Řasnatka modromléčná roste od června do listopadu v lesích, luzích a parcích, nejčastěji pod buky, habry, duby a javory, někdy i pod smrky. Většinou vyrůstá na humózních půdách, někdy i na pilinách a zetlelém dřevě, zejména tlejících kmenech. Vyhledává teplejší, k jihu exponované polohy. Vyskytuje se v nížinném až horském vegetačním stupni, většinou v polohách od 200 do 600 m n. m.

## Ohrožení
Je zařazena v Červeném seznamu hub 2006 jako kriticky ohrožený druh.